# Edward Herbst
Edward August Maurycy Herbst (ur. 21 października 1844 w Radomiu, zm. 6 czerwca 1921 w Sopocie) – polski przemysłowiec (włókiennictwo), działający w Łodzi.

## Życiorys
Był synem Edwarda (kupca, przybyłego z Saksonii) i Ludwiki z Vonderheidenów. Absolwent Warszawskiej Szkoły Handlowej. Rozpoczął pracę w fabryce Karola Scheiblera w 1869. W 1874, po kilku latach kariery zawodowej, został dyrektorem zarządzającym przedsiębiorstwa, a po ślubie z najstarszą córką Scheiblera – Matyldą (1856–1939) został współwłaścicielem fabryki. Na otrzymanym w posagu folwarku, ciągnącym się na wschód od fabryki, wzniesiono w 1876 willę dla nowożeńców według projektu architekta Hilarego Majewskiego.
Po śmierci Karola Scheiblera w 1881 Edward Herbst wraz ze spadkobiercami Scheiblera, synami Karolem i Adolfem oraz zięciem Georgiem von Kramstem, utworzyli spółkę akcyjną Towarzystwo Akcyjne Zakładów Bawełnianych „K. Scheibler”, której został dyrektorem generalnym, a następnie prezesem zarządu spółki. W tym samym roku został dyrektorem, a w latach 1889–1919 pełnił funkcję prezesa, Dyrekcji Towarzystwa Kredytowego w Łodzi. Od 1884 pełnił również funkcję prezesa Banku Handlowego w Łodzi. Zasiadał w zarządach m.in. łódzkiego oddziału Towarzystwa Popierania Rosyjskiego Handlu i Przemysłu, Komitetu Dyskontowego przy Łódzkim Oddziale Banku Państwa, Łódzkiego Komitetu Giełdowego, Komitetu Łódzkiego Handlu i Przemysłu. W 1888 został starszym Urzędu Zgromadzenia Kupców miasta Łodzi, które w 1898 wybudowało i otworzyło Szkołę Zgromadzenia Kupców w Łodzi. W 1896 został mianowany rzeczywistym radcą stanu. Był również mecenasem „Dziennika Łódzkiego”, któremu w 1885 kupił drukarnię oraz subwencjonował gazetę „Lodzer Zeitung”.
Herbstowie, po śmierci córki Anny Marii, wsparli inicjatywę dr Karola Jonschera dotyczącą budowy pierwszego w Polsce szpitala pediatrycznego i byli jego głównymi fundatorami: ofiarowali działkę oraz pieniądze. Budowa szpitala Anny Marii trwała w latach 1902–1905. Obecnie pod tym adresem – Al. Piłsudskiego 71 – mieści się Szpital Pediatryczny im. Janusza Korczaka.
Zakupiony w Sopocie niewielki dom letniskowy rozbudował w 1896 do kształtu wieloobiektowej rezydencji (willa przy ul. T. Kościuszki 29), w której coraz częściej przebywał przed wybuchem I wojny światowej, aż w końcu w 1919 zamieszkał w niej na stałe wraz z żoną i gdzie zmarł. W kręgu tamtejszej polskiej społeczności był znanym filantropem na jej rzecz, np. sfinansował zakup trzech dużych dzwonów dla nowo budowanego kościoła „Gwiazda Morza”, za znaczną w tamtych czasach sumę 7500 mk, ale też angażował się finansowo przy budowie sopockiego hotelu „Werminghoff”.
Za gorliwość okazaną przy dziele budowy cerkwi św. Aleksandra Newskiego w Łodzi przy ul. Widzewskiej (ob. ul. Kilińskiego 56) został odznaczony w październiku 1884 Orderem Świętego Stanisława II klasy. W październiku 1888 otrzymał Order Świętej Anny II klasy. 18 listopada 1895 roku, na wniosek ministra finansów, został odznaczony Orderem Świętego Włodzimierza III klasy. Notka zawarta w 83 numerze Gazety Gdańskiej z 13 lipca 1909 roku informuje, że najbogatszy sopocianin odznaczony został przez cesarza Wilhelma II Orderem Korony II klasy.
Został pochowany w Sopocie na cmentarzu ewangelickim, w ufundowanej przez żonę kaplicy wg projektu Heinricha Dunkela. Syn Herbsta – Leon – był ostatnim właścicielem willi Herbstów przy ul. Przędzalnianej 72 w Łodzi.
Za życia, w 1911 został uhonorowany przez radnych Sopotu własną ulicą, w późniejszym okresie przemianowaną na ul. M. Kopernika.
Z małżeństwa z Matyldą Zofią Scheibler (1856–1939) miał trzech synów: Karola Edwarda, Leona Feliksa (1880–1942), żonaty z Aleksandrą Potschtar, primo voto Hoppe (1889–1970), Edwarda Waltera i córkę Annę Marię, zmarłą w dzieciństwie.